# Cândido Mendes
Cândido Mendes è un comune del Brasile nello Stato del Maranhão, parte della mesoregione dell'Oeste Maranhense e della microregione di Gurupi.
È ubicato sulle rive del Rio Maracaçumé, a 40' di barca dal mare. È un paese di recente fondazione, nato una cinquantina di anni fa.
Candido Mendes è un paese piuttosto isolato nel litorale maranhense, collegato – con 110 km di una strada secondaria – alla strada federale che percorre il Brasile da Nord a Sud. Si tratta di un'area litoranea, pre-amazzonica, con caratteristica del suolo e clima di foresta subtropicale (suolo acido, sabbioso, temperatura media di 30° e piovosità media di 2000 mm/anno, con due stagioni, quella secca e quella piovosa).
La regione rappresenta una realtà estremamente povera, una delle più povere del Brasile, con poche opportunità da offrire se non la pesca e la piccola agricoltura. L'analfabetismo colpisce gran parte della popolazione, anche se le nuove generazioni investono maggiormente nello studio: in paese sono presenti due scuole “superiori” (una pubblica ed una privata), ma per compiere gli studi universitari è necessario spostarsi a Belem o a São Luis. Per questo motivo e per l'assenza di reali opportunità in questa regione, si assiste ad una vera e propria “fuga” dei giovani che tendono a preferire le possibilità offerte dalle grandi città. 
In paese sono presenti vari negozi alimentari, ma poco più: una agenzia delle poste, un paio di pensioni, un piccolo ospedale, un mercato del pesce, un supermercato. Per la maggior parte degli acquisti è necessario spostarsi verso l'entroterra, o addirittura a Belem.
La popolazione è per lo più meticcia ha residenzialità precaria per via delle condizioni di miserie materiale e di arretratezza sociale e culturale.